# Associazione Calcio Marzotto 1967-1968
Questa pagina raccoglie le informazioni riguardanti l'Associazione Calcio Marzotto nelle competizioni ufficiali della stagione 1967-1968.

## Rosa
| N. |                   | Ruolo | Calciatore          |
| -- | ----------------- | ----- | ------------------- |
|    | Italia (bandiera) | C     | Pierluigi Bassanese |
|    | Italia (bandiera) | C     | Rodolfo Bacchetti   |
|    | Italia (bandiera) | A     | Sergio Bettini      |
|    | Italia (bandiera) | C     | Giorgio Biasiolo    |
|    | Italia (bandiera) | C     | Giovanni Bortoli    |
|    | Italia (bandiera) |       | Carnevali           |
|    | Italia (bandiera) | D     | Franco Cariolato    |
|    | Italia (bandiera) | C     | Ivano De Vettor     |
|    | Italia (bandiera) | C     | Luigi Donadello     |
|    | Italia (bandiera) | P     | Giuseppe Fongaro    |
|    | Italia (bandiera) | A     | Ludovico Fosser     |
|    | Italia (bandiera) | C     | Mario Giordano      |
|    | Italia (bandiera) | C     | Pierluigi Magri     |
|    | Italia (bandiera) | C     | Rino Marchesi       |

| N. |                   | Ruolo | Calciatore        |
| -- | ----------------- | ----- | ----------------- |
|    | Italia (bandiera) | C     | Enea Masiero      |
|    | Italia (bandiera) | C     | Mariano Melonari  |
|    | Italia (bandiera) | A     | Innocente Meroi   |
|    | Italia (bandiera) | A     | Renato Mola       |
|    | Italia (bandiera) | A     | Tiziano Panozzo   |
|    | Italia (bandiera) | A     | Mauro Pantani     |
|    | Italia (bandiera) | C     | Attilio Porra     |
|    | Italia (bandiera) | P     | Giuseppe Ridolfi  |
|    | Italia (bandiera) | C     | Graziano Rigo     |
|    | Italia (bandiera) |       | Zamboni           |
|    | Italia (bandiera) | A     | Lino Zanderigo    |
|    | Italia (bandiera) | D     | Roberto Zanon     |
|    | Italia (bandiera) | C     | Ferruccio Zecchin |